# Karayunan
Karayunan is een bestuurslaag in het regentschap Majalengka van de provincie West-Java, Indonesië. Karayunan telt 3852 inwoners (volkstelling 2010).